# محمدصادق کرمی
محمدصادق کرمی (زاده ۲۱ مارس ۱۹۸۴ فیحروزآباد) یک بازیکن فوتبال اهل ایران است که سابقه سرمربی گری در تیم های نفت و گاز زاگرس فیروزاباد و شایان دیزل کوار را در کارنامه دارد